# Tête-à-tête trouble
Tête-à-tête trouble (Tease for Two) est un cartoon, réalisé par Robert McKimson et sorti en 1965, qui met en scène Daffy Duck contre les Goofy Gophers.